# Miedziana (województwo opolskie)

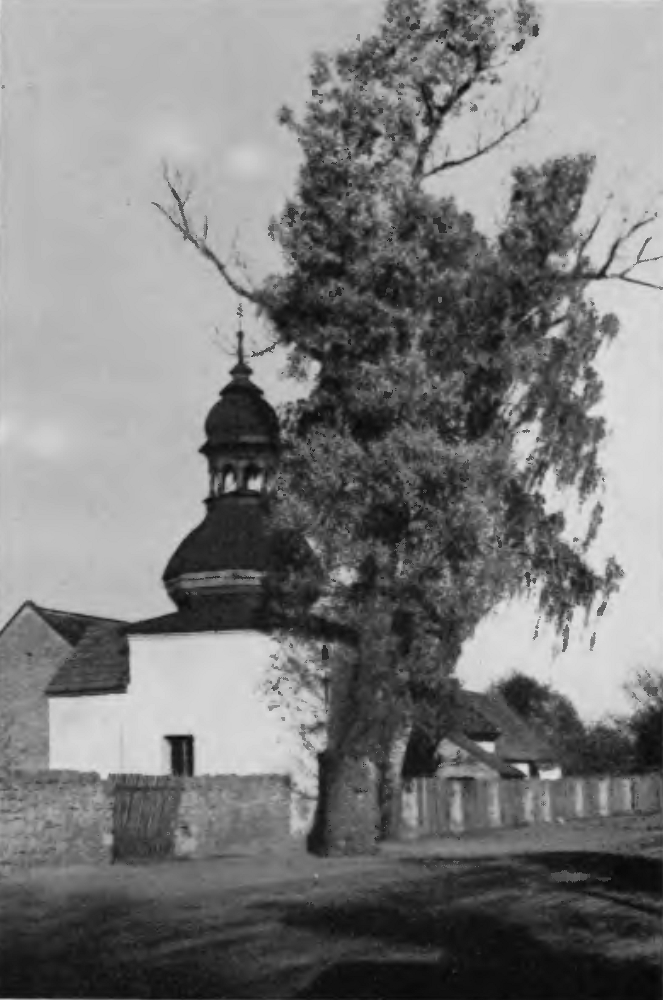
Kapliczka z około 1930 r.

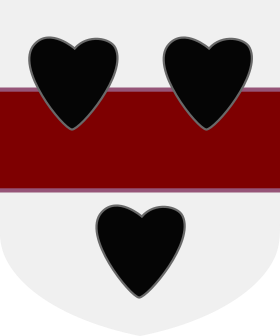
Herb miejscowości Miedziana od 2024r.

Miedziana (dodatkowa nazwa w j. niem. Kupferberg, dawniej Miedziana Góra) – wieś w Polsce położona w województwie opolskim, w powiecie opolskim, w gminie Tarnów Opolski.

## Integralne części wsi Miedziana[5]
| SIMC    | Nazwa    | Rodzaj    |
| ------- | -------- | --------- |
| 0503971 | Łowiecko | część wsi |

## Nazwa
W alfabetycznym spisie miejscowości na terenie Śląska wydanym w 1830 roku we Wrocławiu przez Johanna Knie wieś występuje pod polską nazwą Niedzana Gura oraz nazwą niemiecką Kupferberg.

## Demografia
W 1844 roku Miedziana góra / Kupferberg liczyła 109 mieszkańców w 24 domach i należała do powiatu strzeleckiego.

## Położenie
Wieś znajduje się w środkowej części województwa opolskiego, w powiecie opolskim. Leży na równinie w południowo-zachodniej części Polski, na prawym brzegu Odry. Sołectwo leży w odległości 18 km od miasta wojewódzkiego, Opola. Miedziana położona jest na pograniczu Wyżyny Śląsko-Krakowskiej oraz Niziny Śląskiej. Otoczona jest lasami, głównie mieszanymi. Powierzchnia ogólna wsi wynosi 508,052. Od 1950 roku miejscowość administracyjnie należy do województwa opolskiego.

## Historia
Wieś założono w 1773 roku jako kolonię z rozkazu króla Prus, Fryderyka II. Mieszkańcami została ludność niemiecka, przeważnie luteranie, którzy, po przemieszaniu się z miejscowymi mieszkańcami, zaczęli przyjmować katolickie obrzędy. Przyłączyli się oni do parafii w Kamieniu Śląskim, do której należeli aż do 1980 roku. W tym roku, Miedziana utworzyła nową parafię z Przyworami. W wiosce znajduje się Kaplica św. Jana i Pawła, zbudowana w 1783 roku oraz kościół pod wezwaniem błogosławionej Bronisławy.